# Onda marina

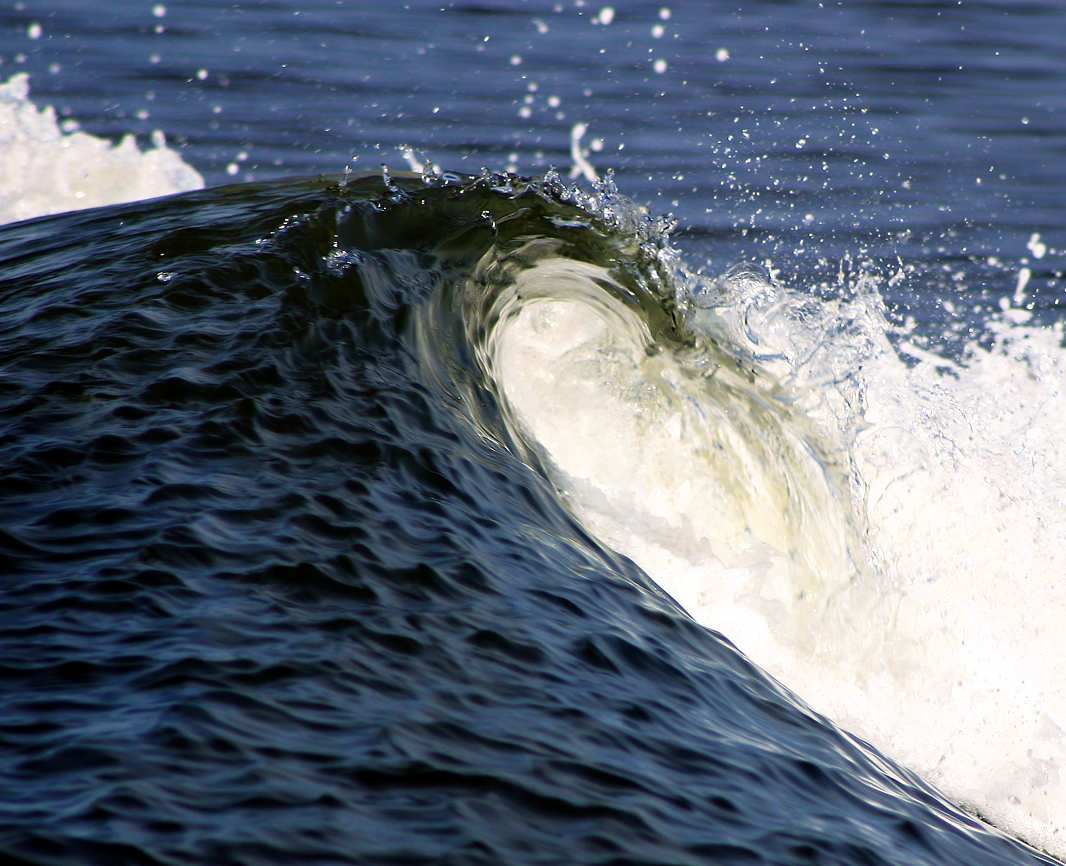
Un'onda marina

Onda marina è un termine con il quale si vuole definire un caso particolare di onda fisica in cui è messa in moto la superficie d'acqua di un ampio bacino come il mare (da cui il nome). Si tratta di un caso particolare di onde di gravità, ossia di onde che si propagano all'interfaccia di due fluidi con densità diversa (in questo caso acqua e aria).

## Formazione

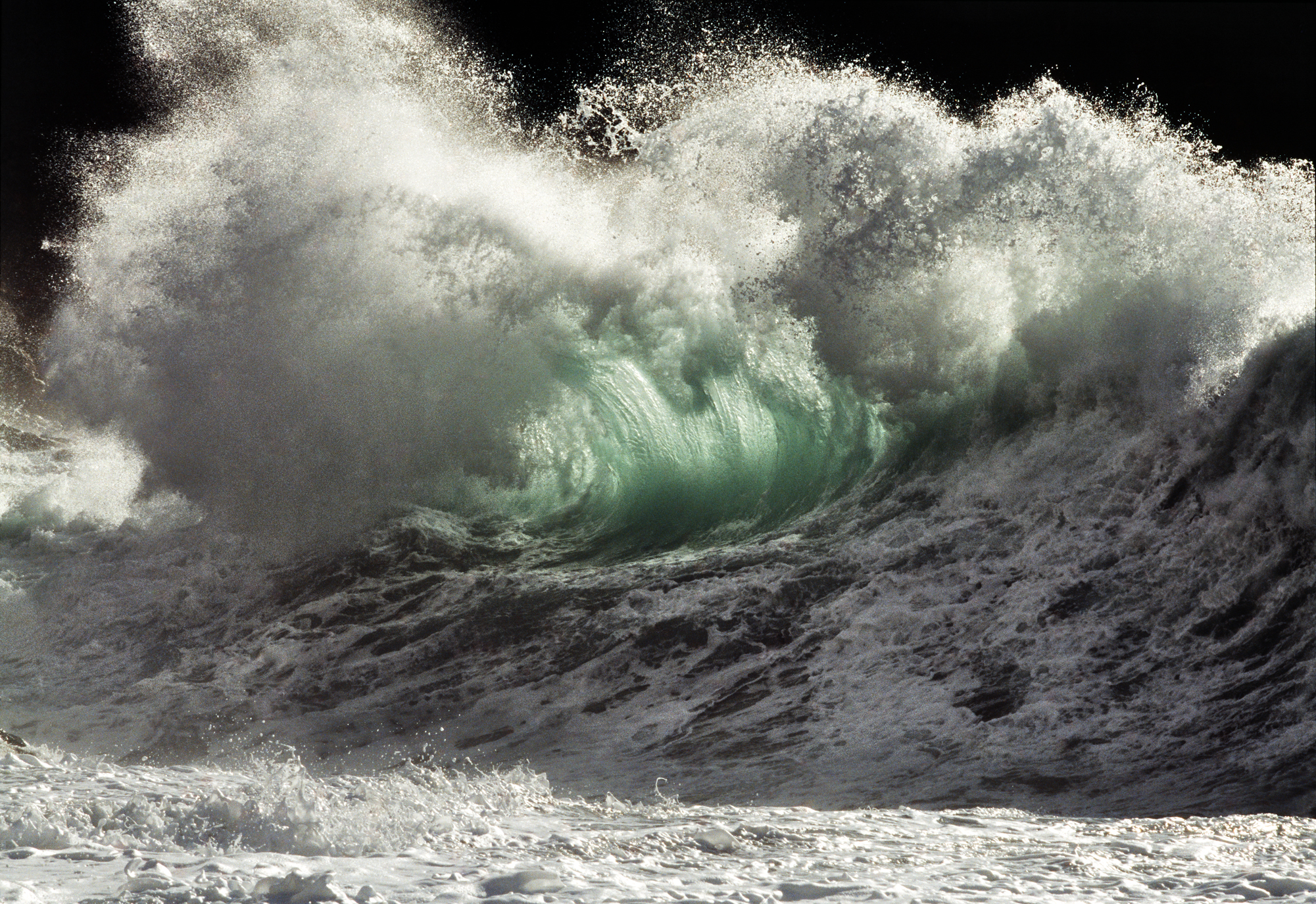
Una grande onda marina durante una mareggiata a Bonassola

Una delle cause principali delle onde marine è l'azione del vento, ma più in generale esse dipendono dalla circolazione atmosferica, collegate quindi anche a pressione e temperatura sia dell'aria sia dell'acqua. I venti possono farsi sentire, nel mare aperto, fino a una profondità massima di 150 metri. In questo caso l'onda si forma perché il vento spinge lo strato d'acqua superficiale, cui cede parte della sua energia cinetica e quantità di moto, e ne aumenta la velocità rispetto allo strato d'acqua sottostante; per attrito viscoso ogni strato d'acqua con velocità differente tende a trascinare lo strato sottostante più lento e nel contempo a rallentare, da cui si intuisce che, se non sono continuamente alimentate o non incontrano prima un ostacolo, le onde sono destinate a dissolversi o dissiparsi in un intervallo di tempo finito. 
L'attrito tra il vento e la superficie dell'acqua fa muovere le particelle superficiali di un moto circolatorio: l'onda prodotta cioè non è perfettamente trasversale né longitudinale, ma assume una forma d'onda e una propagazione "mista" tra le due. A volte il mare o l'oceano appare mosso da onde superficiali anche in assenza di vento: questo semplicemente accade perché il moto ondoso osservato è un moto ondoso "residuo" ovvero prodotto in altre zone dell'oceano o del mare dove invece si fa sentire l'azione dei venti che generano onde in successiva propagazione. L'onda è dovuta all'energia che il vento imprime sull'acqua.

### Altre cause

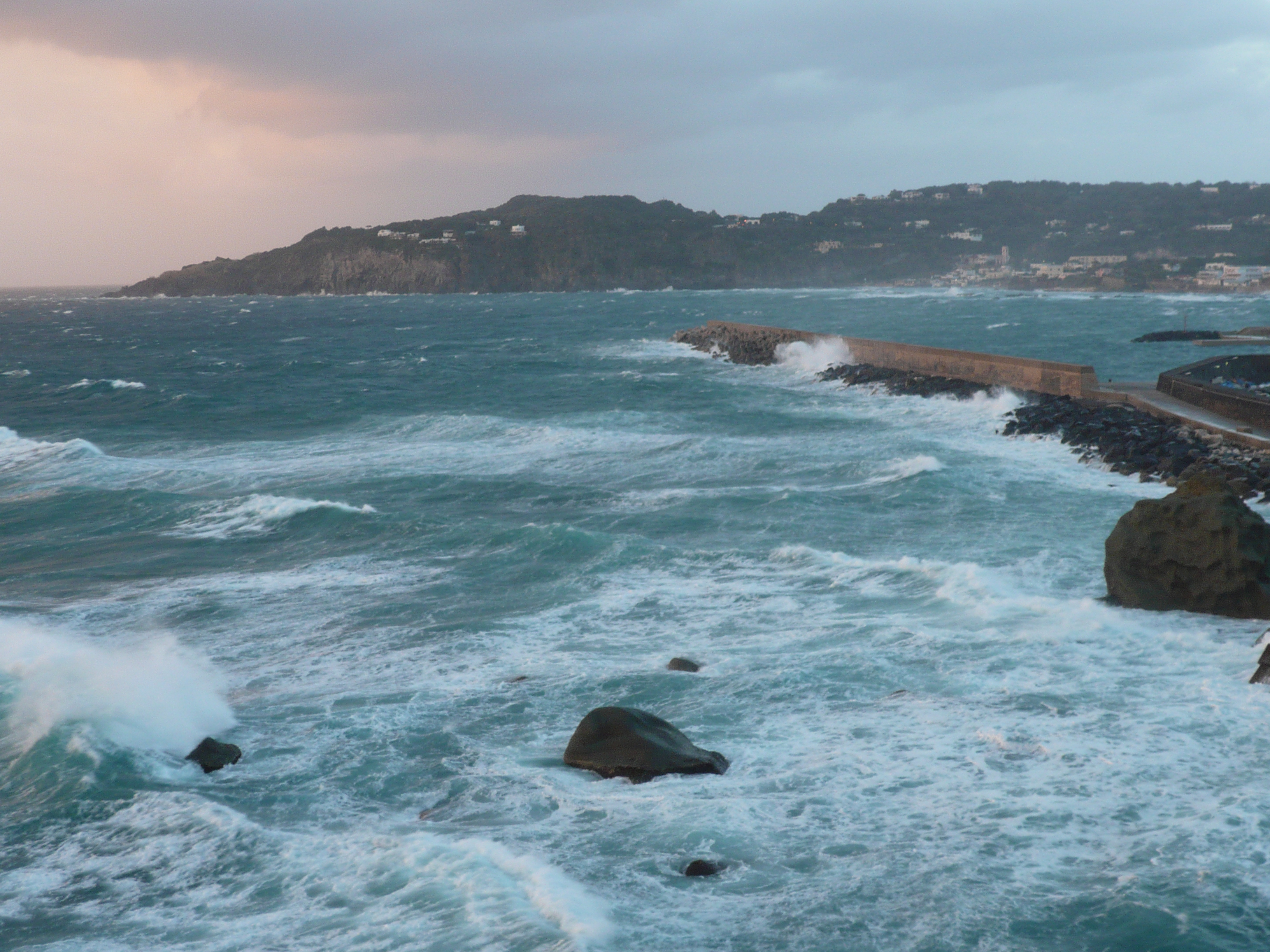
Onde generate dal vento di Ponente

Le onde marine sono anche formate dalle correnti marine che determinano la circolazione delle acque nei mari a causa della differente temperatura e salinità delle acque. Le correnti marine possono avere movimenti orizzontali e verticali (cavalloni).
Le onde marine possono anche formarsi a causa di eventi non comuni come terremoti che creano onde chiamate tsunami o maremoti. I maremoti possono essere generati sia da terremoti sottomarini sia da eruzioni vulcaniche o frane sottomarine.
Anche il distacco di ghiacci dal fronte di ghiacciai che terminano sul mare possono in alcuni casi generare delle onde di notevoli dimensioni. Tipici di questo fenomeno sono, per esempio, i ghiacciai dell'Antartide durante la stagione estiva. 

### Dimensioni
La dimensione delle onde dipende molto dall'ampiezza del bacino d'acqua in cui si formano e dall'energia della sorgente che le ha generate. In condizioni normali, nel mare aperto, si possono raggiungere i 7 o 8 m di altezza nel Mar Mediterraneo e i 18 metri di altezza nell'Oceano Atlantico e nell'Oceano Pacifico. Quando però un'onda incontra un ostacolo può innalzarsi e raggiungere altezze ragguardevoli; le onde più alte formate in questo modo possono essere viste nelle tempeste a sudovest del Capo di Buona Speranza.
Le dimensioni maggiori si raggiungono proprio nell'emisfero australe in quelle zone dell'oceano a latitudini medio-alte dove, in assenza di terraferma e continenti e quindi di attrito, i venti oceanici occidentali spirano costanti e indisturbati (i noti "ruggenti 40°" e i "50° urlanti").
Sono state inoltre osservate particolari onde dette onde anomale, alte da 25 a 30 metri, di cui non si conoscono con precisione né le cause né l'origine e soprattutto con caratteristiche di imprevedibilità.

## Descrizione matematica
Nonostante le onde marine possano essere considerate uno degli esempi più comuni di onde, la loro descrizione matematica risulta essere molto più complicata rispetto a quella di altri fenomeni ondulatori (come le onde elettromagnetiche, almeno nel vuoto), e spesso si deve ricorrere ad approssimazioni. Una delle più note è quella di Boussinesq, valida per onde sufficientemente lunghe (ossia aventi una lunghezza d'onda nettamente maggiore della profondità dell'acqua), che porta all'omonima equazione (da cui poi si può ricavare quella di Korteweg-de Vries). Se l'ampiezza dell'onda può essere vista come una perturbazione infinitesima della superficie, allora si può utilizzare la teoria lineare. In generale però, molte caratteristiche delle onde marine richiedono equazioni non lineari per poter essere descritte.

### Onda piana sinusoidale

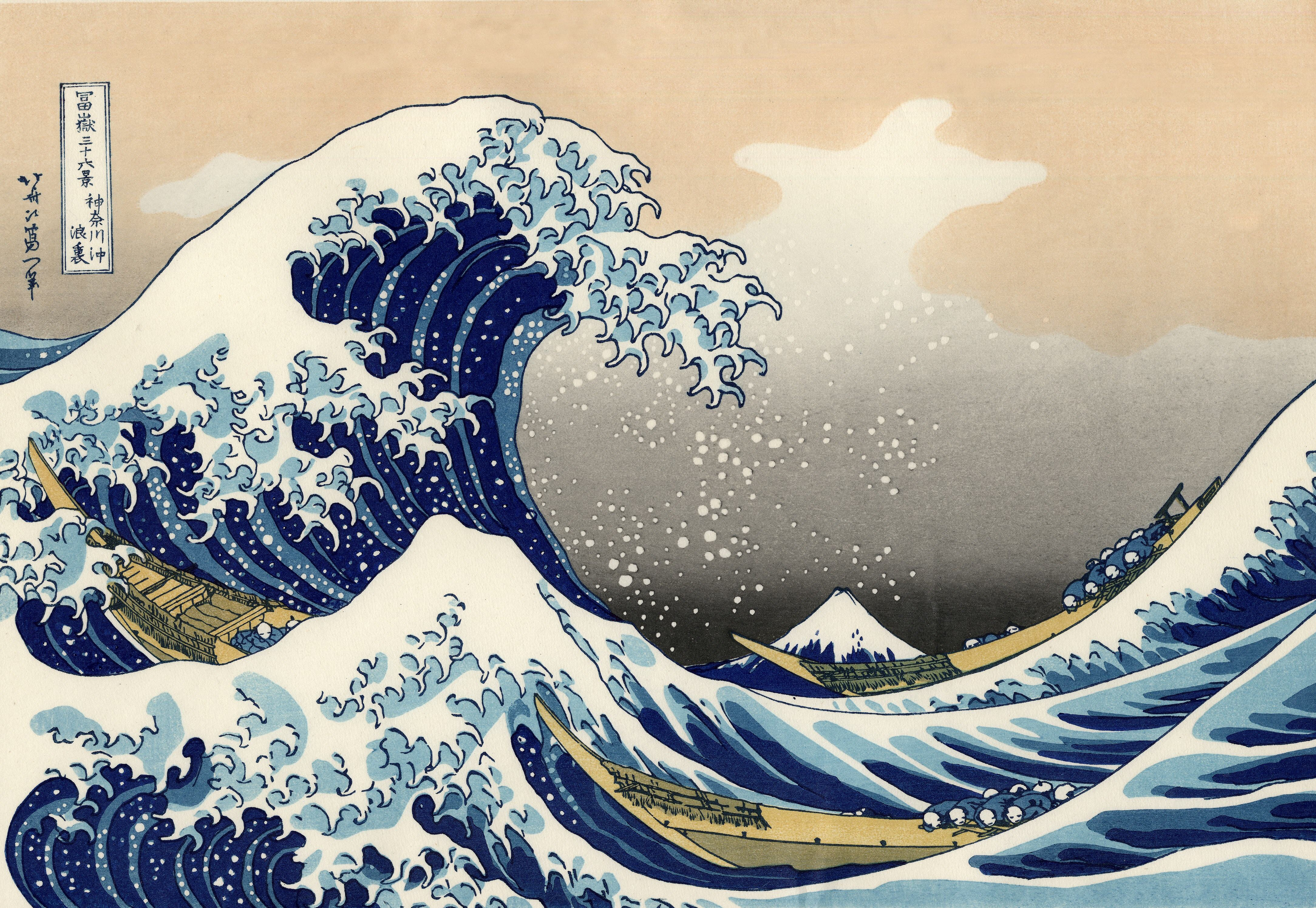
L'onda di uno tsunami in una stampa di Hokusai (1823-1829)

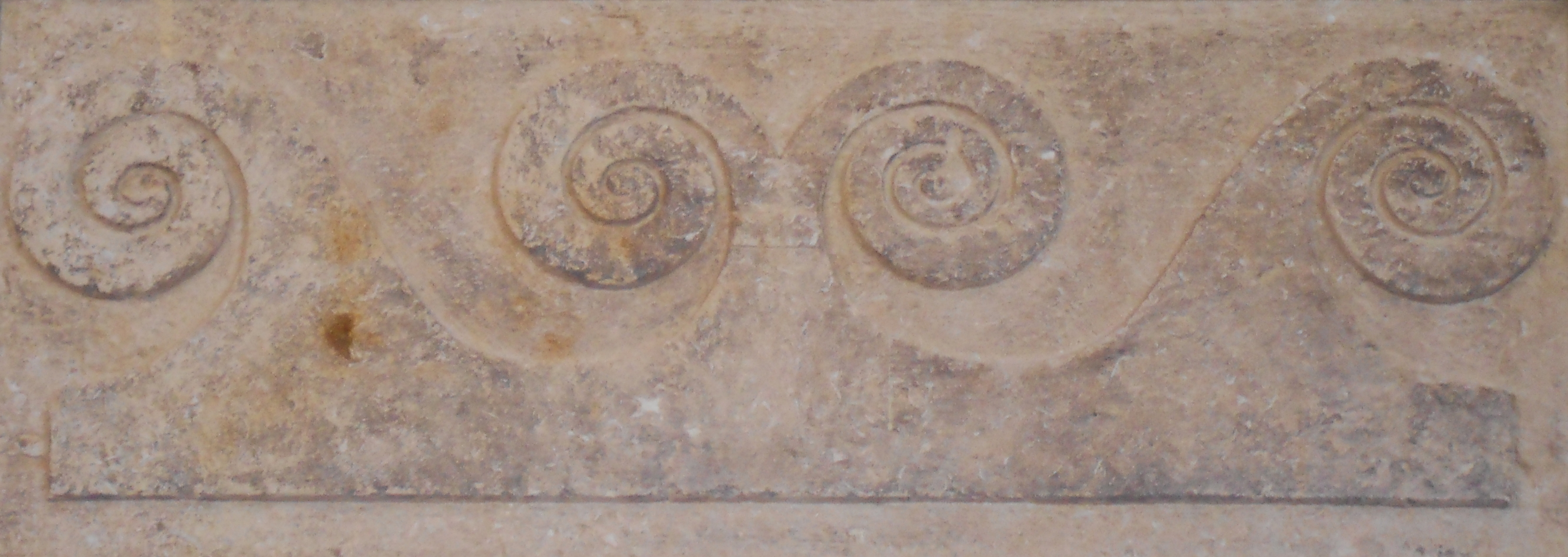
Decorazione "a onde" nel veneziano palazzo Roncale, Rovigo

Un'onda marina piana, matematicamente descrivibile da una sinusoide se si considera l'approssimazione lineare, è caratterizzata da:
- ampiezza "a" = distanza tra la superficie libera e il livello indisturbato
- cresta: punto più alto dell'onda
- cavo e ventre: punto più basso dell'onda
- altezza "H" = distanza verticale tra cresta e cavo
- lunghezza "L" = distanza orizzontale tra due creste o cavi consecutivi
- periodo "T" = intervallo di tempo in secondi necessario affinché una cresta percorra una distanza pari alla lunghezza d'onda
- Velocità "V" =  L/T

Si distinguono le onde in:
- libere: si propagano esclusivamente a causa dell'ambiente circostante
- forzate: dove è presente una causa eccitatrice del fenomeno
- di "oscillazione": se esiste un trasporto di energia, quantità di moto ma non necessariamente di massa; si suddividono in onde "progressive", se si propagano lungo una direzione, e "stazionarie", se le linee di fase non si spostano nello spazio al variare del tempo
- di "traslazione": se esiste anche un trasporto di massa nella direzione di propagazione, tipiche dei frangenti o di onde generate da fenomeni di tipo impulsivo
- corte: per lunghezze fino a centinaia di metri, con periodi fino a 30 s
- lunghe: onde che nel viaggiare oltre la zona di formazione aumentano progressivamente la loro lunghezza.
- onde di marea: per lunghezze di migliaia di chilometri con periodi fino a oltre le 24 ore a causa di maree o tempeste

La più semplice teoria per lo studio del fenomeno di moto ondoso è fornita dalla teoria lineare che considera il fluido perfetto (non viscoso), forze conservative e moto irrotazionale.
In base ai caratteri cinematici del loro moto, le onde marine si distinguono infine in 
- onde di acqua profonda, in corrispondenza di fondali con profondità {\displaystyle D} maggiori della semilunghezza dell'onda {\displaystyle (D>L/2)}. Per tali onde valgono approssimativamente le seguenti relazioni tra i valori di lunghezza {\displaystyle L} (in metri), periodo {\displaystyle T} (in secondi) e velocità {\displaystyle v} in metri al secondo)  del loro moto

{\displaystyle L=1,5T^{2}\;\;,\;\;v=1,5T\;\;,\;\;v=1.2{\sqrt {L}}}
- onde di acqua bassa, per fondali con profondità minori della semilunghezza d'onda, cioè in prossimità della costa {\displaystyle (D<L/2)}. Per queste onde la velocità dipende solo dalla profondità del fondale secondo la relazione approssimata

{\displaystyle v=3,1{\sqrt {D}}}

## Frangimento

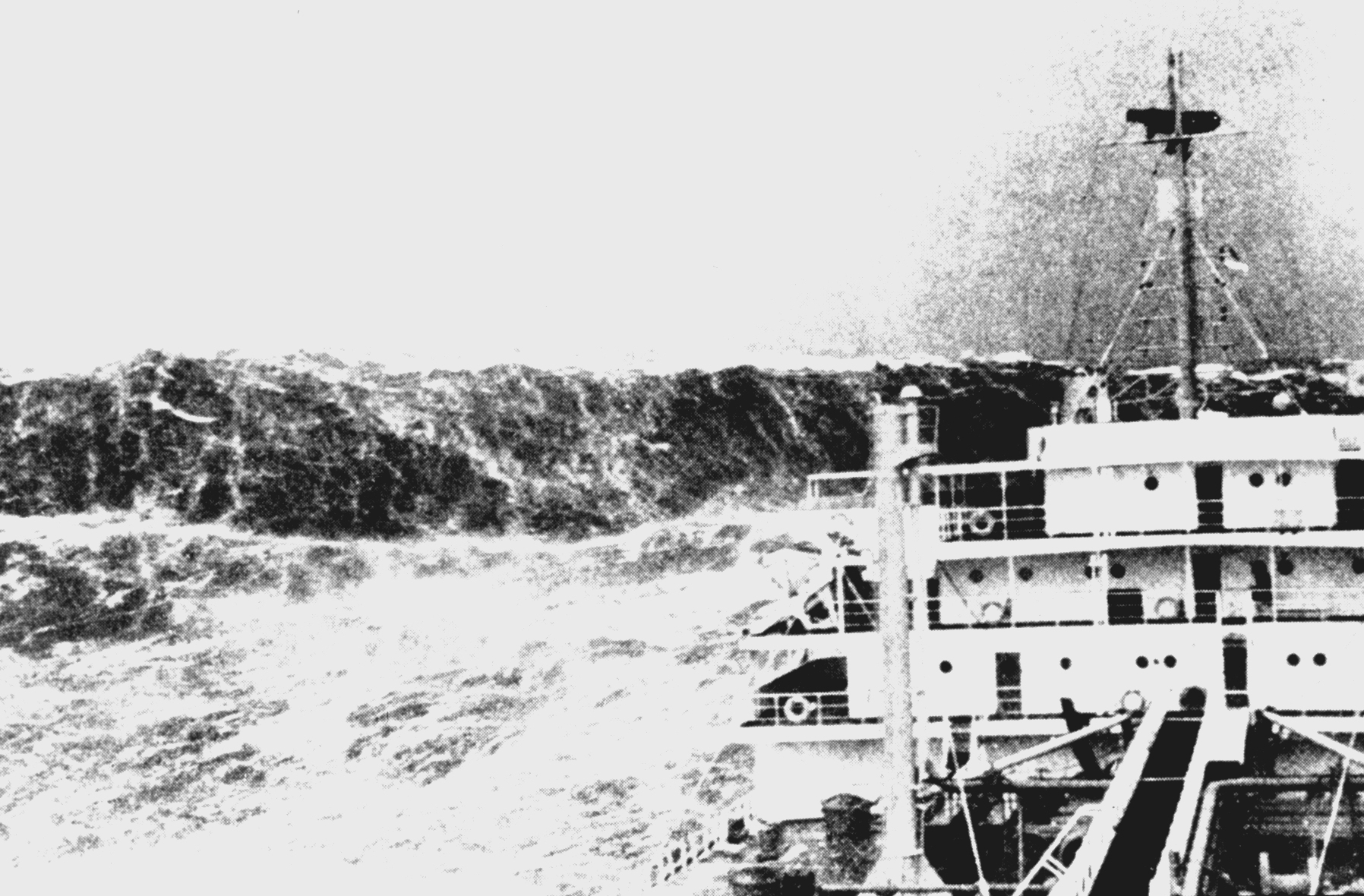
Onda anomala

Tutte le onde marine che avvicinandosi alla linea di costa interagiscono con la risalita del fondale marino incorrono nella maggioranza dei casi nel fenomeno del frangimento. La risalita del fondo marino determina che per attrito le onde diminuiscano la propria velocità nella loro parte inferiore e vedano ridotto il loro spazio d'azione. Parte dell'energia dell'onda viene così trasformata determinandone un aumento in altezza oltre la misura in cui la struttura dell'onda stessa risulta instabile causandone il collasso per gravità. Durante il frangimento dell'onda, una massa d'acqua scivola dunque per gravità su sé stessa determinando il suo avanzamento nello spazio. In generale, possiamo dire che il fenomeno è determinato dall'aumento dell'altezza dell'onda oltre un settimo della propria lunghezza e per questo motivo, a queste condizioni, avviene anche in mare aperto. Il frangere dell'onda, insieme all'onda di marea e alle onde di origine tettonica, rappresentano i soli casi di spostamento di masse d'acqua nella direzione dell'onda e non di oscillazioni inerziali. Il frangimento è il fenomeno che più di tutti dissipa energia.

## Effetti
Le onde hanno due effetti sulle coste: la loro azione violenta erode il litorale su cui si abbattono, specie in occasione di mareggiate; in altri luoghi ove la loro azione è più dolce possono portare dei sedimenti facendo avanzare la costa verso il mare.
Quando le onde formatesi in un bacino marino o lacustre giungono in prossimità della costa, a causa dell'interazione con il fondale il moto passa da oscillatorio a traslatorio, dando luogo allo spostamento di masse d'acqua verso costa. Questo fenomeno è all'origine di gran parte delle correnti costiere, che a loro volta possono causare fenomeni di erosione e sedimentazione.

### Tempeste e maree
Quando s'incontrano due correnti di aria fredda e calda possono formarsi dei vortici d'aria e acqua, che a seconda della grandezza e velocità vengono chiamati con nomi differenti: uragano, tifone, ciclone, tromba marina.
La Luna esercita una forte attrazione sulle masse d'acqua (in maniera molto minore la stessa attrazione è effettuata anche sulla crosta terrestre). Quest'attrazione genera movimenti superficiali, ossia le maree.

## Energia del moto ondoso
L'energia che ha il moto ondoso, viene descritta come densità di energia E composta sia da un contributo di energia cinetica sia da uno di energia potenziale, che dipendono principalmente dalla variabile altezza d'onda:
{\displaystyle E=E_{c}+E_{p}={\frac {1}{8}}\rho gH^{2}}
Dove:
- Ec è il contributo dell'energia cinetica
- Ep è il contributo dell'energia potenziale
- ρ è la densità dell'acqua marina
- g è l'accelerazione gravitazionale
- H è l'altezza d'onda

Ipotizzando l'assenza di dissipazione possiamo scrivere il flusso di energia in direzione "x" per unità di lunghezza di cresta in direzione z, compresa tra -h e η:
{\displaystyle E_{f}=E\cdot c_{g}}
Con cg la velocità del gruppo.

### Generazione di energia elettrica dal moto ondoso
L'energia del moto ondoso, così come l'energia delle maree, possono essere sfruttate a fini energetici per la produzione di energia elettrica tramite appositi generatori rappresentando una fonte di energia alternativa e rinnovabile.